# Hasarius cheliceroides
Hasarius cheliceroides är en spindelart som beskrevs av Borowiec, Wesolowska 2002. Hasarius cheliceroides ingår i släktet Hasarius och familjen hoppspindlar. Inga underarter finns listade i Catalogue of Life.